# مارك غيل
مارك غيل (بالإنجليزية: Mark Gale)‏ هو لاعب كرة قدم أسترالية أسترالي، ولد في 7 مايو 1976.

## وصلات خارجية
- مارك غيل على موقع AustralianFootball.com (الإنجليزية)
- مارك غيل على موقع AFLtables.com (الإنجليزية)